# Rodney (Iowa)
Rodney és una població dels Estats Units a l'estat d'Iowa. Segons el cens del 2000 tenia 74 habitants.

## Demografia
Segons el cens del 2000, Rodney tenia 74 habitants, 33 habitatges, i 19 famílies. La densitat de població era de 168,1 habitants/km².
Dels 33 habitatges en un 27,3% hi vivien nens de menys de 18 anys, en un 45,5% hi vivien parelles casades, en un 9,1% dones solteres, i en un 42,4% no eren unitats familiars. En el 39,4% dels habitatges hi vivien persones soles el 21,2% de les quals corresponia a persones de 65 anys o més que vivien soles. El nombre mitjà de persones vivint en cada habitatge era de 2,24 i el nombre mitjà de persones que vivien en cada família era de 3.
Per edats la població es repartia de la següent manera: un 27% tenia menys de 18 anys, un 5,4% entre 18 i 24, un 31,1% entre 25 i 44, un 20,3% de 45 a 60 i un 16,2% 65 anys o més.
L'edat mediana era de 32 anys. Per cada 100 dones de 18 o més anys hi havia 86,2 homes.
La renda mediana per habitatge era de 26.250 $ i la renda mediana per família de 47.500 $. Els homes tenien una renda mediana de 38.036 $ mentre que les dones 27.500 $. La renda per capita de la població era de 15.254 $. Cap de les famílies i el 5,7% de la població estaven per davall del llindar de pobresa.

## Poblacions més properes
El següent diagrama mostra les poblacions més properes.